# Appleford-on-Thames
Appleford-on-Thames è un villaggio e una parrocchia civile sulla riva sud del fiume Tamigi a circa 3 km a nord di Didcot, nell'Oxfordshire. Faceva parte del Berkshire fino ai cambiamenti di confine del governo locale del 1974. Il censimento del 2011 ha registrato la popolazione della parrocchia come 350.

## Archeologia
Prove di insediamenti romano-britannici sono state trovate in un campo a sud della chiesa parrocchiale, oltre a ceramiche e sepolture umane dello stesso periodo a Manor Farm. Nel 1968 fu trovato il tesoro di Appleford, dei manufatti romani del IV secolo. Comprende monete romane, articoli in peltro e materiali di consumo, compresi strumenti, una catena e un lucchetto. Il tesoro è ora nell'Ashmolean Museum, a Oxford.

## Proprietà terriera
L'Appleford anglo-sassone esiste sin dall'ultimo quarto del IX secolo, quando il re Alfredo il Grande del Wessex concesse la terra a uno dei suoi sudditi. Il Domesday Book riporta che nel 1086 il maniero di Apleford apparteneva all'Abbazia di Abingdon. Rimase tale fino alla dissoluzione dei monasteri quando l'abbazia cedette le proprietà, tra cui il maniero di Apulford, alla Corona nel 1538. L'agricoltura a campi aperti prevalse nella parrocchia fino al 1838 quando fu costruito un sistema di recinzioni.

## Chiesa parrocchiale
La chiesa parrocchiale della Chiesa d'Inghilterra dei SS Pietro e Paolo era in origine una cappella di Sutton Courtenay. La navata centrale è normanna ed è del XII secolo e il presbiterio fu ricostruito all'inizio del XIII secolo. Le caratteristiche iniziali sopravvissute includono una porta normanna sul lato sud della navata e una porta in stile gotico primitivo all'inizio del presbiterio. Le pareti est e nord del presbiterio presentano originali bifore in stile inglese antico e la parete sud presenta una finestra in stile gotico perpendicolare aggiunta nel XVI secolo.
L'edificio è stato modificato nel XIX secolo. La navata fu rimodellata e ampliata ai progetti dall'architetto Ewan Christian, e nel 1885-86 il campanile fu ricostruito per consentire uno scampanio di sei campane e la guglia fu aggiunta ai progetti dall'architetto William Gilbee Scott.
La torre ha un anello di sei campane, e una targa sul muro sud-ovest della chiesa commemora il loro essere suonati per il millennio a mezzogiorno del 1 gennaio 2000; al momento sono irremovibili. La quarta campana fu lanciata a Wokingham, nel Berkshire nel tardo XIV secolo, e la quinta fu lanciata dalla stessa fonderia nel tardo XV secolo. John Warner & Sons di Cripplegate, scritturò o rifece le prime, seconde, terze e tenore campane nel 1886, in tempo per essere suonato per il Golden Jubilee della Regina Vittoria nel 1887.
Samuel Green costruì l'organo nel 1777 per la casa abbaziale di Sutton Courtenay. In un secondo momento fu trasferito alla chiesa parrocchiale di Appleford.
Le parrocchie di SS Pietro e Paolo fanno ora parte del Benefice di Sutton Courtenay with Appleford.

## Trasporto

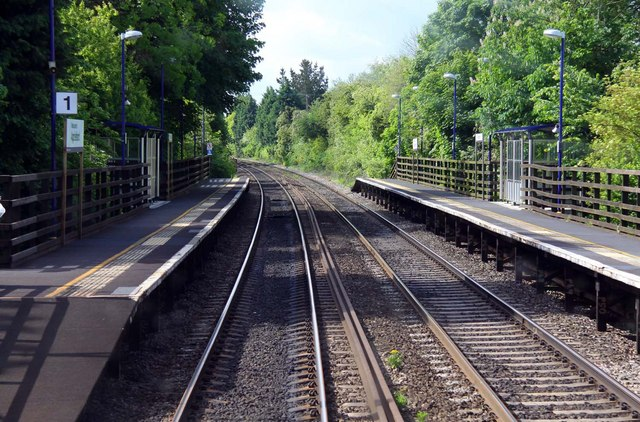
Stazione ferroviaria di Appleford

Nel 1844 la Great Western Railway aprì un'estensione da Didcot a Oxford, passando per la parrocchia di Appleford e attraversando il Tamigi appena a nord del villaggio. La nuova linea comprendeva una stazione di Appleford, ma la stazione fu chiusa dopo soli cinque anni. Nel 1933 il GWR ha aperto una nuova fermata sul sito, che continua oggi il servizio come stazione ferroviaria di Appleford.
Appleford ha un servizio di autobus minimo. La tratta 46 della contea di Oxfordshire percorre una volta ogni direzione un lunedì mattina tra Clifton Hampden Post Office e Abingdon War Memorial.

## Servizi
Appleford ha un municipio e un istituto femminile.
Appleford aveva un pub, i Carpenters Arms, ma nel 2012 ha cessato le attività commerciali e il suo proprietario ha chiesto il permesso di costruzione per trasformarlo in una casa privata.

## Note

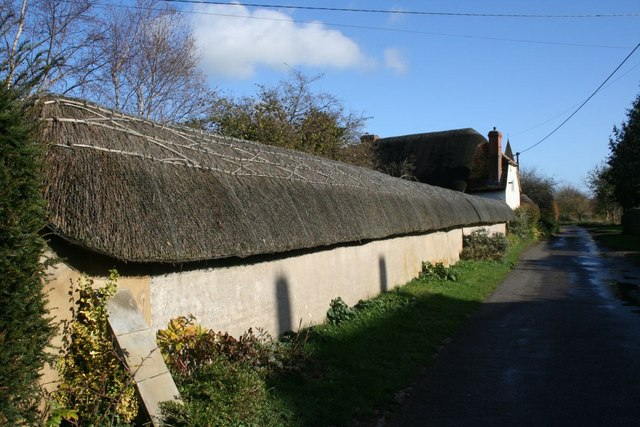
Un muro di paglia in Church Street